# Mahlwerk

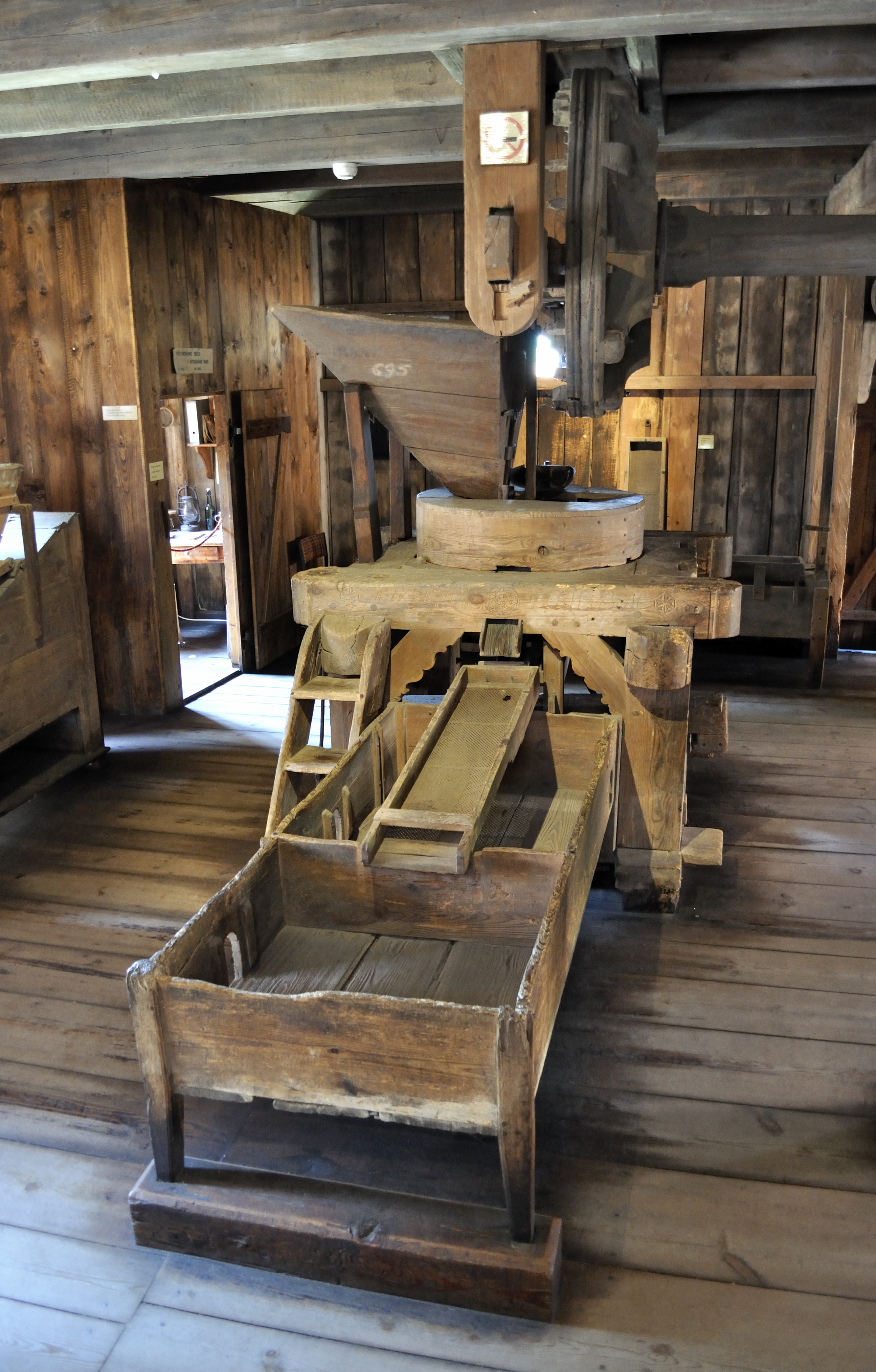
Mahlwerk einer Mühle der Marienburg.

Mahlwerk ist die Bezeichnung für eine funktionelle Einheit oder ein Aggregat zur Vermahlung (Zerkleinerung) von Stoffen in Mühlen, z. B. in Getreidemühlen oder Ölmühlen, aber auch im Haushalt in der Pfeffer-, Salz- oder Kaffeemühle. 
Ursprünglich wurden Mahlgänge aus Mühlsteinen verwendet, die das Mahlgut zerrieben.
Moderne Mahlgänge enthalten meist metallische Werkzeuge, seltener auch Korund (Haushaltsgetreidemühlen). Die Mahlwirkung wird erzielt durch mehrfache Zerkleinerung in einem sich zunehmend verengenden Mahlspalt, der meist durch axiale Verschiebung des Rotors oder Stators variiert werden kann. Gemahlen wird durch Scher- und/oder Reibwirkung.
Anstelle von Mahlgängen verwendet die Industrie heute meist Walzenstühle, die das Mahlgut zwischen zylindrischen geriffelten oder (rauen) Glattwalzen zerkleinern, die mit verschiedenen Geschwindigkeiten (Voreilung) drehen.
Alternativ zum Mahlen im engeren Sinn wird das Mahlgut in Schlag-, Hammer- und Prallmühlen durch Ein- oder Mehrfachprallung zerkleinert, indem es schnell drehenden Mahlwerkzeugen (bis 11.000 min−1 oder 250 m/s) zugeführt wird. Verwendet werden Ausführungen mit gegenläufigen Rotoren, mit Rotor und Stator und nur mit Rotor.
Unterschieden werden beispielsweise Hammermühlen (Schlagmühlen bzw. Schlägermühlen), Wirbelstrommühlen und Rotormühlen (Schlagrotormühlen bzw. Prallmühlen).
Aufbau des Mahlgangs
1. = Stockrad am oberen Mühleisen
2. = Die Bütte (für das Getreide)

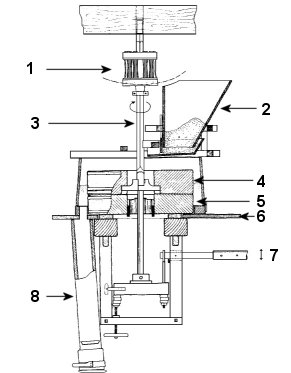
Mahlgang einer Getreidemühle im Querschnitt

3. = Oberes Mühleisen (Antrieb des Läufersteins)
4. = Läuferstein (oberer Mahlstein)
5. = Bodenstein (oder Lieger, unterer Mahlstein, dreht sich nicht)
6. = Mahlboden
7. = Steinhebevorrichtung (damit wird der Abstand zwischen den beiden Mühlsteinen verändert)
8. = Mehlrohr (hier rutscht das Mahl in den Mehlsack)